# Francis Walsingham
Francis Walsingham (ur. ok. 1532 w Chislehurst, Kent, zm. 6 kwietnia 1590 w Londynie) – polityk angielski; główny i najbardziej zaufany doradca Elżbiety I.

## Życiorys
Podczas rządów Marii I Tudor został wygnany z kraju i dołączył do innych uchodźców przebywających w Szwajcarii oraz północnych Włoszech. Tam pozostawał aż do śmierci „Krwawej Marii” i powołania na dwór angielski Elżbiety I, gdzie trafił z polecenia Sir Williama Cecila, aby chronić królową przed licznymi spiskami m.in. 4. księcia Norfolk – Thomasa Howarda.
Istnieje przypuszczenie, iż sir Francis Walsingham był w Elżbiecie I zakochany, lecz nie jest to udokumentowane.
W latach 1570–1573 ambasador Królestwa Anglii przy francuskim dworze.